# Юбари (река)
Юбари (яп. 夕張川 ю:бари-гава) — река в Японии на острове Хоккайдо, приток крупнейшей реки острова — Исикари. Протекает по территории округа Сорати, включая одноимённый город. Длина реки составляет 136 км, территория её бассейна — 1417 км².
Исток реки находится на хребте Юбари под горой Асибецу-Таке. В верховьях в Юбари впадают Сюпаро, Пенкеноюпаро и Сирогане, после чего она впадает в водохранилище Сюпаро (Сюпаро-Ко). Далее она протекает через город Юбари, объединяется с рекой Сихорокабецу и течёт на юг до плотины Кавабата. Ниже плотины она выходит на равнину, поворачивает на северо-запад и протекает через низменность Юниабира (由仁安平). Далее Юбари течёт по равнине Исикари и впадает в реку Исикари в городе Эбецу.
Крупнейшее наводнение на реке произошло в 1898 году, оно привело к гибели 82 человек.